# تپه کلک سرخلیجه
تپه کلک سرخلیجه مربوط به سده‌های اولیه دوران‌های تاریخی پس از اسلام است و در شهرستان نهاوند، بخش گیان، دهستان گیان در میان اراضی روستایی و جاده خاکی، غرب محوطه واقع شده و این اثر در تاریخ ۲۵ آبان ۱۳۸۷ با شمارهٔ ثبت ۲۳۶۷۹ به‌عنوان یکی از آثار ملی ایران به ثبت رسیده است.